# Uefa Champions League 2020/2021
Uefa Champions League 2020/2021 var den 66:e säsongen av Uefa Champions League, Europas största fotbollsturnering, och den 29:e säsongen sedan den bytte namn från Europacupen.
Finalen spelades på Estádio do Dragão i Portugal den 29 maj 2021. Finalen av säsongen Uefa Champions League 2019/2020 och denna säsongs upplaga skulle från början ha spelats på Atatürk Olimpiyat Stadyumu arena men på grund av coronaviruspandemin under 2020 och regler om resande till Turkiet 2021 fick finalen flyttas. Vinnarna av Champions League 2020/2021 kommer automatiskt att kvalificera sig till gruppspelet av Champions League 2021/2022 och även få äran att spela mot vinnarna av Europa League 2020/2021 i Uefa Super Cup

## Förbundens tilldelning av lag
Totalt 79 eller 80 lag från 54 av Uefas 55 medlemsländer medverkar i 2020/2021 års upplaga av Champions League (undantaget är Liechtensteins fotbollsförbund, som inte organiserar en domestisk liga). Föreningens placering, baserat på Uefas ligakoefficient för herrar, används för att bestämma antalet lag som får medverka från varje enskilt medlemsland:
- Medlemsland 1–4 får fyra lag vardera kvalificerade.
- Medlemsland 5–6 får tre lag vardera kvalificerade.
- Medlemsland 7–15 får två lag vardera kvalificerade.
- Medlemsland 16–55 (förutom Liechtenstein) får ett lag vardera kvalificerat.
- Vinnarna av Uefa Champions League 2019/2020 och Uefa Europa League 2019/2020 får båda varsitt extra lag kvalificerat om dessa lag inte kvalificerar sig till Uefa Champions League 2020/2021 genom deras respektive nationella liga.

### Förbundsranking
Till Uefa Champions League 2020/2021 tilldelas förbunden platser enligt deras tidigare placering på Uefas ligakoefficient under 2019, vilket tar hänsyn till deras prestationer i europeiska tävlingar från säsongen 2014/2015 till säsongen 2018/2019.
Bortsett från tilldelningen av platser utifrån koefficient-placeringarna kan förbunden även få ytterligare tillgång till medverkande lag i Champions League, enligt nedan:
- (UCL) – Ytterligare en plats till vinnaren av Uefa Champions League
- (UEL) – Ytterligare en plats till vinnaren av Uefa Europa League

| Ranking | Förbund       | Koeff.  | Lag | Notering |
| ------- | ------------- | ------- | --- | -------- |
| 1       | Spanien       | 103.569 | 4   |          |
| 2       | England       | 85.462  | 4   |          |
| 3       | Italien       | 74.725  | 4   |          |
| 4       | Tyskland      | 71.927  | 4   |          |
| 5       | Frankrike     | 58.498  | 3   |          |
| 6       | Ryssland      | 50.549  | 3   |          |
| 7       | Portugal      | 48.232  | 2   |          |
| 8       | Belgien       | 39.900  | 2   |          |
| 9       | Ukraina       | 38.900  | 2   |          |
| 10      | Turkiet       | 34.600  | 2   |          |
| 11      | Nederländerna | 32.433  | 2   |          |
| 12      | Österrike     | 31.250  | 2   |          |
| 13      | Tjeckien      | 28.675  | 2   |          |
| 14      | Grekland      | 27.600  | 2   |          |
| 15      | Kroatien      | 27.375  | 2   |          |
| 16      | Danmark       | 27.025  | 1   |          |
| 17      | Schweiz       | 26.900  | 1   |          |
| 18      | Cypern        | 24.925  | 1   |          |
| 19      | Serbien       | 22.250  | 1   |          |

| Ranking | Förbund        | Koeff. | Lag | Notering |
| ------- | -------------- | ------ | --- | -------- |
| 20      | Skottland      | 22.125 | 1   |          |
| 21      | Vitryssland    | 21.875 | 1   |          |
| 22      | Sverige        | 20.900 | 1   |          |
| 23      | Norge          | 20.200 | 1   |          |
| 24      | Kazakstan      | 19.250 | 1   |          |
| 25      | Polen          | 19.250 | 1   |          |
| 26      | Azerbajdzjan   | 19.000 | 1   |          |
| 27      | Israel         | 18.625 | 1   |          |
| 28      | Bulgarien      | 17.500 | 1   |          |
| 29      | Rumänien       | 15.950 | 1   |          |
| 30      | Slovakien      | 15.625 | 1   |          |
| 31      | Slovenien      | 15.000 | 1   |          |
| 32      | Liechtenstein  | 13.500 | 0   |          |
| 33      | Ungern         | 10.500 | 1   |          |
| 34      | Nordmakedonien | 8.000  | 1   |          |
| 35      | Moldavien      | 7.750  | 1   |          |
| 36      | Albanien       | 7.500  | 1   |          |
| 37      | Irland         | 7.450  | 1   |          |

| Ranking | Förbund                 | Koeff. | Lag | Notering |
| ------- | ----------------------- | ------ | --- | -------- |
| 38      | Finland                 | 7.275  | 1   |          |
| 39      | Island                  | 7.250  | 1   |          |
| 40      | Bosnien och Hercegovina | 7.125  | 1   |          |
| 41      | Litauen                 | 6.750  | 1   |          |
| 42      | Lettland                | 5.625  | 1   |          |
| 43      | Luxemburg               | 5.500  | 1   |          |
| 44      | Armenien                | 5.250  | 1   |          |
| 45      | Malta                   | 5.125  | 1   |          |
| 46      | Estland                 | 5.000  | 1   |          |
| 47      | Georgien                | 4.750  | 1   |          |
| 48      | Wales                   | 4.125  | 1   |          |
| 49      | Montenegro              | 4.125  | 1   |          |
| 50      | Färöarna                | 4.000  | 1   |          |
| 51      | Gibraltar               | 4.000  | 1   |          |
| 52      | Nordirland              | 3.875  | 1   |          |
| 53      | Kosovo                  | 2.500  | 1   |          |
| 54      | Andorra                 | 1.831  | 1   |          |
| 55      | San Marino              | 0.666  | 1   |          |

### Fördelning
Följande är tillträdeslistan enligt standard.
|                            |                            | Lag som gör entré i denna runda | Lag som går vidare från föregående runda                                                     |
| -------------------------- | -------------------------- | --- | -------------------------------------------------------------------------------------------- |
| Inledande rundan (4 lag)   | Inledande rundan (4 lag)   | - 4 mästare från förbunden 52–55 |                                                                                              |
| Första kvalrundan (34 lag) | Första kvalrundan (34 lag) | - 33 mästare från förbunden 18–51 (förutom Liechtenstein) | - 1 vinnare från den Inledande rundan                                                        |
| Andra kvalrundan           | Mästare (20 lag)           | - 3 mästare från förbunden 15–17 | - 17 vinnare från första kvalrundan                                                          |
| Andra kvalrundan           | Bäst placerade (6 lag)     | - 6 andraplacerade lag från förbunden 10–15 |                                                                                              |
| Tredje kvalrundan          | Mästare (12 lag)           | - 2 mästare från förbunden 13–14 | - 10 vinnare från andra kvalrundan (Mästare)                                                 |
| Tredje kvalrundan          | Bäst placerade (8 lag)     | - 3 andraplacerade lag från förbunden 7–9 - 2 tredjeplacerade lag från förbunden 5–6 | - 3 vinnare från andra kvalrundan (Bäst placerade)                                           |
| Playoffomgång              | Mästare (8 lag)            | - 2 mästare från förbunden 11–12 | - 6 vinnare från tredje kvalrundan (Mästare)                                                 |
| Playoffomgång              | Bäst placerade (4 lag)     | | - 4 vinnare från tredje kvalrundan (Bäst placerade)                                          |
| Gruppspel (32 lag)         | Gruppspel (32 lag)         | - Champions League titelhållaren - Europa League titelhållaren - 10 mästare från förbunden 1–10 - 6 andraplacerade lag från förbunden 1–6 - 4 tredjeplacerade lag från förbunden 1–4 - 4 fjärdeplacerade lag från förbunden 1–4 | - 4 vinnare från playoffomgången (Mästare) - 2 vinnare från playoffomgången (Bäst placerade) |
| Slutspel (16 lag)          | Slutspel (16 lag)          | | - 8 gruppvinnare från gruppspelen - 8 grupptvåor från gruppspelen                            |

## Schema
Tävlingens schema är enligt följande (samtliga lottningar hålls vid Uefas huvudkontor i Nyon, Schweiz, om inget annat anges). Turneringen skulle från början ha startat i juni 2020, men har skjutits fram till augusti på grund av coronavirusutbrottet i Europa. Det nya schemat annonserades av Uefa:s exekutiva kommitté den 17 juni 2020.
Samtliga kvalificeringsmatcher, bortsett från playoffomgången, kommer att avgöras över en match där hemmalaget bestäms genom lottning (förutom den inledande rundan som kommer att spelas på en neutral arena) samt spelas bakom stängda dörrar.
| Fas           | Runda               | Lottningsdatum        | Första mötet                                        | Andra mötet                                         |
| ------------- | ------------------- | --------------------- | --------------------------------------------------- | --------------------------------------------------- |
| Kvalificering | Inledande runda     | 17 juli 2020          | 8 augusti 2020 (semifinal)                          | 11 augusti 2020 (final)                             |
| Kvalificering | Första kvalomgången | 9 augusti 2020        | 18–19 augusti 2020                                  | 18–19 augusti 2020                                  |
| Kvalificering | Andra kvalomgången  | 10 augusti 2020       | 25–26 augusti 2020                                  | 25–26 augusti 2020                                  |
| Kvalificering | Tredje kvalomgången | 31 augusti 2020       | 15–16 september 2020                                | 15–16 september 2020                                |
| Playoff       | Playoff runda       | 1 september 2020      | 22–23 september 2020                                | 29–30 september 2020                                |
| Gruppspel     | Omgång 1            | 1 oktober 2020 (Aten) | 20–21 oktober 2020                                  | 20–21 oktober 2020                                  |
| Gruppspel     | Omgång 2            | 1 oktober 2020 (Aten) | 27–28 oktober 2020                                  | 27–28 oktober 2020                                  |
| Gruppspel     | Omgång 3            | 1 oktober 2020 (Aten) | 3–4 november 2020                                   | 3–4 november 2020                                   |
| Gruppspel     | Omgång 4            | 1 oktober 2020 (Aten) | 24–25 november 2020                                 | 24–25 november 2020                                 |
| Gruppspel     | Omgång 5            | 1 oktober 2020 (Aten) | 1–2 december 2020                                   | 1–2 december 2020                                   |
| Gruppspel     | Omgång 6            | 1 oktober 2020 (Aten) | 8–9 december 2020                                   | 8–9 december 2020                                   |
| Slutspel      | Åttondelsfinaler    | 14 december 2020      | 16–17 & 23–24 februari 2021                         | 9–10 & 16–17 mars 2021                              |
| Slutspel      | Kvartsfinaler       | 19 mars 2021          | 6–7 april 2021                                      | 13–14 april 2021                                    |
| Slutspel      | Semifinaler         | 19 mars 2021          | 27–28 april 2021                                    | 4–5 maj 2021                                        |
| Slutspel      | Final               | 19 mars 2021          | 29 maj 2021 på Atatürk Olimpiyat Stadyumu, Istanbul | 29 maj 2021 på Atatürk Olimpiyat Stadyumu, Istanbul |

## Effekter av Coronaviruspandemin
På grund av coronavirusutbrottet i Europa, applicerades följande specialregler i samband med kvalificeringsfasen och playoff-matcherna:
- Före varje lottning kommer Uefa att publicera de, i stunden, kända reserestriktionerna relaterade till Covid-19. Samtliga lag måste informera Uefa om det finns andra existerande restriktioner än de som har publicerats. Om ett lag misslyckas att göra det så blir konsekvensen att matchen inte kommer att spelas, laget som anses hållas ansvarig för att matchen inte kan äga rum kommer att hållas skyldig och därmed bli diskvalificerade.
- Om reserestriktioner, som har påtvingats av hemmalagets land, förhindrar bortalagets lag att komma in i landet måste hemmalaget föreslå en alternativ arena som tillåter matchen att äga rum utan några restriktioner. Annars diskvalificeras hemmalaget.
- Om reserestriktioner, som har påtvingats av bortalagets land, förhindrar bortalaget från att lämna eller återvända till landet måste hemmalaget föreslå en alternativ arena som tillåter matchen att äga rum utan några restriktioner. Annars kommer Uefa att besluta om en plats att spela matchen på.
- Om nya restriktioner påtvingas av antingen hemmalagets eller bortalagets land förhindrar matchen från att äga rum, kommer det landet att hållas ansvariga och laget från det landet diskvalificeras.
- Om något av lagen vägrar att spela matchen, kommer de att hållas ansvariga och därmed diskvalificeras. Om båda lagen vägrar att spela eller anses vara skyldiga till att matchen inte kan äga rum, kommer båda lagen att diskvalificeras.
- Om ett lag har spelare och/eller anställda som har testats positiva för Covid-19 och förhindrar dem från att spela matchen innan deadline, satt av Uefa, anses de vara skyldiga och diskvalificeras.
- I samtliga fall kan båda lagen komma överens om att spela matchen på bortalagets arena eller i ett neutral land, så länge Uefa ger tillåtelse till det. Uefa har sista ordet när det kommer till att besluta om en plats för samtliga matcher, eller att skjuta upp en match ifall det kommer behövas.
- Om, av någon anledning, kvalificeringsfasen och playoff-matcherna inte kan spelas färdigt innan deadline, satt av Uefa, kommer Uefa att besluta reglerna för att bestämma lagen som kvalificeras för gruppspelen.

Fyra länder (Polen, Ungern, Grekland och Cypern) har försett Uefa med neutrala platser där matcher kan spelas på deras arenor utan restriktioner.

## Kvalomgångar

### Inledande kvalomgång
Lottningen för den inledande kvalomgången hölls den 17 juli 2020. Semifinalerna spelades den 8 augusti, och finalen skulle ha spelats den 11 augusti 2020 på Colovray Stadium i Nyon, Schweiz, men blev inte av på grund av att två spelare från Drita testades positiva för Covid-19 vilket resulterade i att hela laget försattes i karantän.
| Inledande kvalomgången – semifinaler – 4 deltagande klubblag | Inledande kvalomgången – semifinaler – 4 deltagande klubblag | Inledande kvalomgången – semifinaler – 4 deltagande klubblag |
| ------------------------------------------------------------ | ------------------------------------------------------------ | ------------------------------------------------------------ |
| Lag 1                                                        | Resultat                                                     | Lag 2                                                        |
| Tre Fiori                                                    | 0–2                                                          | Linfield                                                     |
| Drita                                                        | 2–1                                                          | Inter Club d'Escaldes                                        |

| Inledande kvalomgången – final – 2 deltagande klubblag | Inledande kvalomgången – final – 2 deltagande klubblag | Inledande kvalomgången – final – 2 deltagande klubblag |
| ------------------------------------------------------ | ------------------------------------------------------ | ------------------------------------------------------ |
| Lag 1                                                  | Resultat                                               | Lag 2                                                  |
| Drita                                                  | 00000–3 (TD)                                           | Linfield                                               |

Förlorarna i båda semifinalerna, samt förloraren i finalen, går vidare till andra kvalomgången i Uefa Europa League 2020/2021.

### Första kvalomgången
| Första kvalomgången – 36 deltagande klubblag | Första kvalomgången – 36 deltagande klubblag | Första kvalomgången – 36 deltagande klubblag |
| -------------------------------------------- | -------------------------------------------- | -------------------------------------------- |
| Lag 1                                        | Resultat                                     | Lag 2                                        |
| Ferencváros                                  | 2–0                                          | Djurgårdens IF                               |
| Celtic                                       | 6–0                                          | KR                                           |
| Legia Warszawa                               | 1–0                                          | Linfield                                     |
| Sheriff Tiraspol                             | 2–0                                          | Fola Esch                                    |
| Connah's Quay Nomads                         | 0–2                                          | Sarajevo                                     |
| Röda stjärnan                                | 5–0                                          | Europa                                       |
| Budućnost Podgorica                          | 1–3                                          | Ludogorets Razgrad                           |
| Ararat-Armenia                               | 00000–1 (e.f.)                               | AC Omonia                                    |
| Floriana                                     | 0–2                                          | Cluj                                         |
| Maccabi Tel Aviv                             | 2–0                                          | Riga                                         |
| Qarabağ                                      | 4–0                                          | Sileks                                       |
| Dinamo Tbilisi                               | 0–2                                          | Tirana                                       |
| Dynamo Brest                                 | 6–3                                          | Astana                                       |
| Molde FK                                     | 5–0                                          | Kups                                         |
| Flora                                        | 00001–1 (e.f.) (2–4 str.)                    | Sūduva                                       |
| Celje                                        | 3–0                                          | Dundalk                                      |
| KÍ                                           | 00003–0 (TD)                                 | Slovan Bratislava                            |

Förlorarna går vidare till andra kvalomgången av Uefa Europa League 2020/2021.

### Andra kvalomgången
| Andra kvalomgången – Mästare – 20 deltagande klubblag | Andra kvalomgången – Mästare – 20 deltagande klubblag | Andra kvalomgången – Mästare – 20 deltagande klubblag |
| ----------------------------------------------------- | ----------------------------------------------------- | ----------------------------------------------------- |
| Lag 1                                                 | Resultat                                              | Lag 2                                                 |
| Cluj                                                  | 00002–2 (e.f.) (5–6 str.)                             | Dinamo Zagreb                                         |
| Young Boys                                            | 3–0                                                   | KÍ                                                    |
| Celtic                                                | 1–2                                                   | Ferencváros                                           |
| Sūduva                                                | 0–3                                                   | Maccabi Tel Aviv                                      |
| Legia Warszawa                                        | 00000–2 (e.f.)                                        | AC Omonia                                             |
| Celje                                                 | 1–2                                                   | Molde FK                                              |
| Ludogorets Razgrad                                    | 0–1                                                   | FC Midtjylland                                        |
| Dynamo Brest                                          | 2–1                                                   | Sarajevo                                              |
| Qarabağ                                               | 2–1                                                   | Sheriff Tiraspol                                      |
| Tirana                                                | 0–1                                                   | Röda stjärnan                                         |

| Andra kvalomgången – Bäst placerade – 6 deltagande klubblag | Andra kvalomgången – Bäst placerade – 6 deltagande klubblag | Andra kvalomgången – Bäst placerade – 6 deltagande klubblag |
| ----------------------------------------------------------- | ----------------------------------------------------------- | ----------------------------------------------------------- |
| Lag 1                                                       | Resultat                                                    | Lag 2                                                       |
| AZ                                                          | 00003–1 (e.f.)                                              | Viktoria Plzeň                                              |
| PAOK                                                        | 3–1                                                         | Beşiktaş                                                    |
| Lokomotiva Zagreb                                           | 0–1                                                         | Rapid Wien                                                  |

### Tredje kvalomgången
| Tredje kvalomgången – Mästare – 10 deltagande klubblag | Tredje kvalomgången – Mästare – 10 deltagande klubblag | Tredje kvalomgången – Mästare – 10 deltagande klubblag |
| ------------------------------------------------------ | ------------------------------------------------------ | ------------------------------------------------------ |
| Lag 1                                                  | Resultat                                               | Lag 2                                                  |
| Ferencváros                                            | 2–1                                                    | Dinamo Zagreb                                          |
| Qarabağ                                                | 00000–0 (e.f.) (5–6 str.)                              | Molde FK                                               |
| AC Omonia                                              | 00001–1 (e.f.) (4–2 str.)                              | Röda stjärnan                                          |
| FC Midtjylland                                         | 3–0                                                    | Young Boys                                             |
| Maccabi Tel Aviv                                       | 1–0                                                    | Dynamo Brest                                           |

| Tredje kvalomgången – Bäst placerade – 6 deltagande klubblag | Tredje kvalomgången – Bäst placerade – 6 deltagande klubblag | Tredje kvalomgången – Bäst placerade – 6 deltagande klubblag |
| ------------------------------------------------------------ | ------------------------------------------------------------ | ------------------------------------------------------------ |
| Lag 1                                                        | Resultat                                                     | Lag 2                                                        |
| PAOK                                                         | 2–1                                                          | Benfica                                                      |
| Dynamo Kiev                                                  | 2–0                                                          | AZ                                                           |
| Gent                                                         | 2–1                                                          | Rapid Wien                                                   |

### Playoffomgången
| Playoffomgången – Mästare – 8 deltagande klubblag | Playoffomgången – Mästare – 8 deltagande klubblag | Playoffomgången – Mästare – 8 deltagande klubblag | Playoffomgången – Mästare – 8 deltagande klubblag | Playoffomgången – Mästare – 8 deltagande klubblag |
| ------------------------------------------------- | ------------------------------------------------- | ------------------------------------------------- | ------------------------------------------------- | ------------------------------------------------- |
| Lag 1                                             | Totalt                                            | Lag 2                                             | Möte 1                                            | Möte 2                                            |
| Slavia Prag                                       | 1–4                                               | FC Midtjylland                                    | 0–0                                               | 0–4                                               |
| Maccabi Tel Aviv                                  | 2–5                                               | Red Bull Salzburg                                 | 1–2                                               | 1–3                                               |
| Olympiakos                                        | 2–0                                               | AC Omonia                                         | 2–0                                               | 0–0                                               |
| Molde FK                                          | 00003–3 (BM)                                      | Ferencváros                                       | 3–3                                               | 0–0                                               |

| Playoffomgången – Bäst placerade – 4 deltagande klubblag | Playoffomgången – Bäst placerade – 4 deltagande klubblag | Playoffomgången – Bäst placerade – 4 deltagande klubblag | Playoffomgången – Bäst placerade – 4 deltagande klubblag | Playoffomgången – Bäst placerade – 4 deltagande klubblag |
| -------------------------------------------------------- | -------------------------------------------------------- | -------------------------------------------------------- | -------------------------------------------------------- | -------------------------------------------------------- |
| Lag 1                                                    | Totalt                                                   | Lag 2                                                    | Möte 1                                                   | Möte 2                                                   |
| Krasnodar                                                | 4–2                                                      | PAOK                                                     | 2–1                                                      | 2–1                                                      |
| Gent                                                     | 1–5                                                      | Dynamo Kiev                                              | 1–2                                                      | 0–3                                                      |

## Gruppspel

### Grupp A
| Nr | Lag               | S | V | O | F | GM | IM | MS  | P  |
| -- | ----------------- | - | - | - | - | -- | -- | --- | -- |
| 1  | Bayern München    | 6 | 5 | 1 | 0 | 18 | 5  | +13 | 16 |
| 2  | Atlético Madrid   | 6 | 2 | 3 | 1 | 7  | 8  | −1  | 9  |
| 3  | Red Bull Salzburg | 6 | 1 | 1 | 4 | 10 | 17 | −7  | 4  |
| 4  | Lokomotiv Moskva  | 6 | 0 | 3 | 3 | 5  | 10 | −5  | 3  |

| Hemma \ Borta     |     |     |     |     |
| Atlético Madrid   | —   | 1–1 | 0–0 | 3–2 |
| Bayern München    | 4–0 | —   | 2–0 | 3–1 |
| Lokomotiv Moskva  | 1–1 | 1–2 | —   | 1–3 |
| Red Bull Salzburg | 0–2 | 2–6 | 2–2 | —   |

### Grupp B
| Nr | Lag                      | S | V | O | F | GM | IM | MS | P  |
| -- | ------------------------ | - | - | - | - | -- | -- | -- | -- |
| 1  | Real Madrid              | 6 | 3 | 1 | 2 | 11 | 9  | +2 | 10 |
| 2  | Borussia Mönchengladbach | 6 | 2 | 2 | 2 | 16 | 9  | +7 | 8  |
| 3  | Sjachtar Donetsk         | 6 | 2 | 2 | 2 | 5  | 12 | −7 | 8  |
| 4  | Inter                    | 6 | 1 | 3 | 2 | 7  | 9  | −2 | 6  |

| Hemma \ Borta            |     |     |     |     |
| Borussia Mönchengladbach | —   | 2–3 | 2–2 | 4–0 |
| Inter                    | 2–2 | —   | 0–2 | 0–0 |
| Real Madrid              | 2–0 | 3–2 | —   | 2–3 |
| Sjachtar Donetsk         | 0–6 | 0–0 | 2–0 | —   |

### Grupp C
| Nr | Lag             | S | V | O | F | GM | IM | MS  | P  |
| -- | --------------- | - | - | - | - | -- | -- | --- | -- |
| 1  | Manchester City | 6 | 5 | 1 | 0 | 13 | 1  | +12 | 16 |
| 2  | Porto           | 6 | 4 | 1 | 1 | 10 | 3  | +7  | 13 |
| 3  | Olympiakos      | 6 | 1 | 0 | 5 | 2  | 10 | −8  | 3  |
| 4  | Marseille       | 6 | 1 | 0 | 5 | 2  | 13 | −11 | 3  |

| Hemma \ Borta   |     |     |     |     |
| Manchester City | —   | 3–0 | 3–0 | 3–1 |
| Marseille       | 0–3 | —   | 2–1 | 0–2 |
| Olympiakos      | 0–1 | 1–0 | —   | 0–2 |
| Porto           | 0–0 | 3–0 | 2–0 | —   |

### Grupp D
| Nr | Lag            | S | V | O | F | GM | IM | MS | P  |
| -- | -------------- | - | - | - | - | -- | -- | -- | -- |
| 1  | Liverpool      | 6 | 4 | 1 | 1 | 11 | 3  | +8 | 13 |
| 2  | Atalanta       | 6 | 3 | 2 | 1 | 10 | 8  | +2 | 11 |
| 3  | Ajax           | 6 | 2 | 1 | 3 | 7  | 7  | 0  | 7  |
| 4  | FC Midtjylland | 6 | 0 | 2 | 4 | 4  | 13 | −9 | 2  |

| Hemma \ Borta  |     |     |     |     |
| Ajax           | —   | 0–1 | 3–1 | 0–1 |
| Atalanta       | 2–2 | —   | 1–1 | 0–5 |
| FC Midtjylland | 1–2 | 0–4 | —   | 1–1 |
| Liverpool      | 1–0 | 0–2 | 2–0 | —   |

### Grupp E
| Nr | Lag       | S | V | O | F | GM | IM | MS  | P  |
| -- | --------- | - | - | - | - | -- | -- | --- | -- |
| 1  | Chelsea   | 6 | 4 | 2 | 0 | 14 | 2  | +12 | 14 |
| 2  | Sevilla   | 6 | 4 | 1 | 1 | 9  | 8  | +1  | 13 |
| 3  | Krasnodar | 6 | 1 | 2 | 3 | 6  | 11 | −5  | 5  |
| 4  | Rennes    | 6 | 0 | 1 | 5 | 3  | 11 | −8  | 1  |

| Hemma \ Borta |     |     |     |     |
| Chelsea       | —   | 1–1 | 3–0 | 0–0 |
| Krasnodar     | 0–4 | —   | 1–0 | 1–2 |
| Rennes        | 1–2 | 1–1 | —   | 1–3 |
| Sevilla       | 0–4 | 3–2 | 1–0 | —   |

### Grupp F
| Nr | Lag                    | S | V | O | F | GM | IM | MS | P  |
| -- | ---------------------- | - | - | - | - | -- | -- | -- | -- |
| 1  | Borussia Dortmund      | 6 | 4 | 1 | 1 | 13 | 5  | +8 | 13 |
| 2  | Lazio                  | 6 | 2 | 4 | 0 | 11 | 7  | +4 | 10 |
| 3  | Club Brugge            | 6 | 2 | 2 | 2 | 8  | 10 | −2 | 8  |
| 4  | Zenit Sankt Petersburg | 6 | 0 | 1 | 5 | 4  | 13 | −9 | 1  |

| Hemma \ Borta          |     |     |     |     |
| Borussia Dortmund      | —   | 3–0 | 1–1 | 1–0 |
| Club Brugge            | 0–3 | —   | 1–1 | 3–0 |
| Lazio                  | 3–1 | 2–2 | —   | 3–1 |
| Zenit Sankt Petersburg | 1–2 | 1–2 | 1–1 | —   |

### Grupp G
| Nr | Lag         | S | V | O | F | GM | IM | MS  | P  |
| -- | ----------- | - | - | - | - | -- | -- | --- | -- |
| 1  | Juventus    | 6 | 5 | 0 | 1 | 14 | 4  | +10 | 15 |
| 2  | Barcelona   | 6 | 5 | 0 | 1 | 16 | 5  | +11 | 15 |
| 3  | Dynamo Kiev | 6 | 1 | 1 | 4 | 4  | 13 | −9  | 4  |
| 4  | Ferencváros | 6 | 0 | 1 | 5 | 5  | 17 | −12 | 1  |

| Hemma \ Borta |     |     |     |     |
| Barcelona     | —   | 2–1 | 5–1 | 0–3 |
| Dynamo Kiev   | 0–4 | —   | 1–0 | 0–2 |
| Ferencváros   | 0–3 | 2–2 | —   | 1–4 |
| Juventus      | 0–2 | 3–0 | 2–1 | —   |

### Grupp H
| Nr | Lag                 | S | V | O | F | GM | IM | MS  | P  |
| -- | ------------------- | - | - | - | - | -- | -- | --- | -- |
| 1  | Paris Saint-Germain | 6 | 4 | 0 | 2 | 13 | 6  | +7  | 12 |
| 2  | RB Leipzig          | 6 | 4 | 0 | 2 | 11 | 12 | −1  | 12 |
| 3  | Manchester United   | 6 | 3 | 0 | 3 | 15 | 10 | +5  | 9  |
| 4  | İstanbul Başakşehir | 6 | 1 | 0 | 5 | 7  | 18 | −11 | 3  |

| Hemma \ Borta       |     |     |     |     |
| İstanbul Başakşehir | —   | 2–1 | 0–2 | 3–4 |
| Manchester United   | 4–1 | —   | 1–3 | 5–0 |
| Paris Saint-Germain | 5–1 | 1–2 | —   | 1–0 |
| RB Leipzig          | 2–0 | 3–2 | 2–1 | —   |

## Slutspel

### Slutspelsträd
|  | Åttondelsfinaler         | Åttondelsfinaler         | Åttondelsfinaler | Åttondelsfinaler |                     |                 | Kvartsfinaler   | Kvartsfinaler | Kvartsfinaler | Kvartsfinaler |  |  | Semifinaler | Semifinaler | Semifinaler | Semifinaler |  |  | Final | Final | Final | Final |
|  |                          |                          |                  |                  |                     |                 |                 |               |               |               |  |  |             |             |             |             |  |  |       |       |       |       |
|  |                          |                          |                  |                  |                     |                 |                 |               |               |               |  |  |             |             |             |             |  |  |       |       |       |       |
|  |                          |                          |                  |                  |                     |                 |                 |               |               |               |  |  |             |             |             |             |  |  |       |       |       |       |
|  | Lazio                    | 1                        | 1                | 2                |                     |                 |                 |               |               |               |  |  |             |             |             |             |  |  |       |       |       |       |
|  | Lazio                    | 1                        | 1                | 2                |                     |                 |                 |               |               |               |  |  |             |             |             |             |  |  |       |       |       |       |
|  | Bayern München           | 4                        | 2                | 6                |                     |                 |                 |               |               |               |  |  |             |             |             |             |  |  |       |       |       |       |
|  | Bayern München           | 4                        | 2                | 6                | Bayern München      | 2               | 1               | 3             |               |               |  |  |             |             |             |             |  |  |       |       |       |       |
|  |                          |                          |                  |                  | Bayern München      | 2               | 1               | 3             |               |               |  |  |             |             |             |             |  |  |       |       |       |       |
|  |                          | Paris Saint-Germain (BM) | 3                | 0                | 3                   |                 |                 |               |               |               |  |  |             |             |             |             |  |  |       |       |       |       |
|  | Barcelona                | Paris Saint-Germain (BM) | 3                | 0                | 3                   | 1               | 1               | 2             |               |               |  |  |             |             |             |             |  |  |       |       |       |       |
|  | Barcelona                |                          |                  |                  |                     | 1               | 1               | 2             |               |               |  |  |             |             |             |             |  |  |       |       |       |       |
|  | Paris Saint-Germain      | 4                        | 1                | 5                |                     |                 |                 |               |               |               |  |  |             |             |             |             |  |  |       |       |       |       |
|  | Paris Saint-Germain      | 4                        | 1                | 5                | Paris Saint-Germain | 1               | 0               | 1             |               |               |  |  |             |             |             |             |  |  |       |       |       |       |
|  |                          |                          |                  |                  | Paris Saint-Germain | 1               | 0               | 1             |               |               |  |  |             |             |             |             |  |  |       |       |       |       |
|  |                          | Manchester City          | 2                | 2                | 4                   |                 |                 |               |               |               |  |  |             |             |             |             |  |  |       |       |       |       |
|  | Borussia Mönchengladbach | Manchester City          | 2                | 2                | 4                   | 0               | 0               | 0             |               |               |  |  |             |             |             |             |  |  |       |       |       |       |
|  | Borussia Mönchengladbach |                          |                  |                  |                     | 0               | 0               | 0             |               |               |  |  |             |             |             |             |  |  |       |       |       |       |
|  | Manchester City          | 2                        | 2                | 4                |                     |                 |                 |               |               |               |  |  |             |             |             |             |  |  |       |       |       |       |
|  | Manchester City          | 2                        | 2                | 4                | Manchester City     | 2               | 2               | 4             |               |               |  |  |             |             |             |             |  |  |       |       |       |       |
|  |                          |                          |                  |                  | Manchester City     | 2               | 2               | 4             |               |               |  |  |             |             |             |             |  |  |       |       |       |       |
|  |                          | Borussia Dortmund        | 1                | 1                | 2                   |                 |                 |               |               |               |  |  |             |             |             |             |  |  |       |       |       |       |
|  | Sevilla                  | Borussia Dortmund        | 1                | 1                | 2                   | 2               | 2               | 4             |               |               |  |  |             |             |             |             |  |  |       |       |       |       |
|  | Sevilla                  |                          |                  |                  |                     | 2               | 2               | 4             |               |               |  |  |             |             |             |             |  |  |       |       |       |       |
|  | Borussia Dortmund        | 3                        | 2                | 5                |                     |                 |                 |               |               |               |  |  |             |             |             |             |  |  |       |       |       |       |
|  | Borussia Dortmund        | 3                        | 2                | 5                | Manchester City     | Manchester City | Manchester City | 0             |               |               |  |  |             |             |             |             |  |  |       |       |       |       |
|  |                          |                          |                  |                  | Manchester City     | Manchester City | Manchester City | 0             |               |               |  |  |             |             |             |             |  |  |       |       |       |       |
|  |                          | Chelsea                  | Chelsea          | Chelsea          | 1                   |                 |                 |               |               |               |  |  |             |             |             |             |  |  |       |       |       |       |
|  | Atalanta                 | Chelsea                  | Chelsea          | Chelsea          | 1                   | 0               | 1               | 1             |               |               |  |  |             |             |             |             |  |  |       |       |       |       |
|  | Atalanta                 |                          |                  |                  |                     | 0               | 1               | 1             |               |               |  |  |             |             |             |             |  |  |       |       |       |       |
|  | Real Madrid              | 1                        | 3                | 4                |                     |                 |                 |               |               |               |  |  |             |             |             |             |  |  |       |       |       |       |
|  | Real Madrid              | 1                        | 3                | 4                | Real Madrid         | 3               | 0               | 3             |               |               |  |  |             |             |             |             |  |  |       |       |       |       |
|  |                          |                          |                  |                  | Real Madrid         | 3               | 0               | 3             |               |               |  |  |             |             |             |             |  |  |       |       |       |       |
|  |                          | Liverpool                | 1                | 0                | 1                   |                 |                 |               |               |               |  |  |             |             |             |             |  |  |       |       |       |       |
|  | RB Leipzig               | Liverpool                | 1                | 0                | 1                   | 0               | 0               | 0             |               |               |  |  |             |             |             |             |  |  |       |       |       |       |
|  | RB Leipzig               |                          |                  |                  |                     | 0               | 0               | 0             |               |               |  |  |             |             |             |             |  |  |       |       |       |       |
|  | Liverpool                | 2                        | 2                | 4                |                     |                 |                 |               |               |               |  |  |             |             |             |             |  |  |       |       |       |       |
|  | Liverpool                | 2                        | 2                | 4                | Real Madrid         | 1               | 0               | 1             |               |               |  |  |             |             |             |             |  |  |       |       |       |       |
|  |                          |                          |                  |                  | Real Madrid         | 1               | 0               | 1             |               |               |  |  |             |             |             |             |  |  |       |       |       |       |
|  |                          | Chelsea                  | 1                | 2                | 3                   |                 |                 |               |               |               |  |  |             |             |             |             |  |  |       |       |       |       |
|  | Porto (e.f.; BM)         | Chelsea                  | 1                | 2                | 3                   | 2               | 2               | 4             |               |               |  |  |             |             |             |             |  |  |       |       |       |       |
|  | Porto (e.f.; BM)         |                          |                  |                  |                     | 2               | 2               | 4             |               |               |  |  |             |             |             |             |  |  |       |       |       |       |
|  | Juventus                 | 1                        | 3                | 4                |                     |                 |                 |               |               |               |  |  |             |             |             |             |  |  |       |       |       |       |
|  | Juventus                 | 1                        | 3                | 4                | Porto               | 0               | 1               | 1             |               |               |  |  |             |             |             |             |  |  |       |       |       |       |
|  |                          |                          |                  |                  | Porto               | 0               | 1               | 1             |               |               |  |  |             |             |             |             |  |  |       |       |       |       |
|  |                          | Chelsea                  | 2                | 0                | 2                   |                 |                 |               |               |               |  |  |             |             |             |             |  |  |       |       |       |       |
|  | Atlético Madrid          | Chelsea                  | 2                | 0                | 2                   | 0               | 0               | 0             |               |               |  |  |             |             |             |             |  |  |       |       |       |       |
|  | Atlético Madrid          |                          |                  |                  |                     | 0               | 0               | 0             |               |               |  |  |             |             |             |             |  |  |       |       |       |       |
|  | Chelsea                  | 1                        | 2                | 3                |                     |                 |                 |               |               |               |  |  |             |             |             |             |  |  |       |       |       |       |
|  | Chelsea                  | 1                        | 2                | 3                |                     |                 |                 |               |               |               |  |  |             |             |             |             |  |  |       |       |       |       |

### Åttondelsfinaler
| Åttondelsfinaler – 16 deltagande klubblag | Åttondelsfinaler – 16 deltagande klubblag | Åttondelsfinaler – 16 deltagande klubblag | Åttondelsfinaler – 16 deltagande klubblag | Åttondelsfinaler – 16 deltagande klubblag |
| ----------------------------------------- | ----------------------------------------- | ----------------------------------------- | ----------------------------------------- | ----------------------------------------- |
| Lag 1                                     | Totalt                                    | Lag 2                                     | Möte 1                                    | Möte 2                                    |
| Borussia Mönchengladbach                  | 0–4                                       | Manchester City                           | 0–2                                       | 0–2                                       |
| Lazio                                     | 2–6                                       | Bayern München                            | 1–4                                       | 1–2                                       |
| Atlético Madrid                           | 0–3                                       | Chelsea                                   | 0–1                                       | 0–2                                       |
| RB Leipzig                                | 0–4                                       | Liverpool                                 | 0–2                                       | 0–2                                       |
| Porto                                     | 00004–4 (BM)                              | Juventus                                  | 2–1                                       | 2–3 (e.f.)                                |
| Barcelona                                 | 2–5                                       | Paris Saint-Germain                       | 1–4                                       | 1–1                                       |
| Sevilla                                   | 4–5                                       | Borussia Dortmund                         | 2–3                                       | 2–2                                       |
| Atalanta                                  | 1–4                                       | Real Madrid                               | 0–1                                       | 1–3                                       |

### Kvartsfinaler
| Kvartsfinaler – 8 deltagande klubblag | Kvartsfinaler – 8 deltagande klubblag | Kvartsfinaler – 8 deltagande klubblag | Kvartsfinaler – 8 deltagande klubblag | Kvartsfinaler – 8 deltagande klubblag |
| ------------------------------------- | ------------------------------------- | ------------------------------------- | ------------------------------------- | ------------------------------------- |
| Lag 1                                 | Totalt                                | Lag 2                                 | Möte 1                                | Möte 2                                |
| Manchester City                       | 4–2                                   | Borussia Dortmund                     | 2–1                                   | 2–1                                   |
| Porto                                 | 1–2                                   | Chelsea                               | 0–2                                   | 1–0                                   |
| Bayern München                        | 00003–3 (BM)                          | Paris Saint-Germain                   | 2–3                                   | 1–0                                   |
| Real Madrid                           | 3–1                                   | Liverpool                             | 3–1                                   | 0–0                                   |

### Semifinaler
| Semifinaler – 4 deltagande klubblag | Semifinaler – 4 deltagande klubblag | Semifinaler – 4 deltagande klubblag | Semifinaler – 4 deltagande klubblag | Semifinaler – 4 deltagande klubblag |
| ----------------------------------- | ----------------------------------- | ----------------------------------- | ----------------------------------- | ----------------------------------- |
| Lag 1                               | Totalt                              | Lag 2                               | Möte 1                              | Möte 2                              |
| Paris Saint-Germain                 | 1–4                                 | Manchester City                     | 1–2                                 | 0–2                                 |
| Real Madrid                         | 1–3                                 | Chelsea                             | 1–1                                 | 0–2                                 |

### Final
|             | 29 maj 2021 | Manchester City | 0 – 1           | Chelsea         | Estádio do Dragão                                           |                                                             |
| 20:00 UTC+1 | 20:00 UTC+1 |                 | (0 – 1) Rapport | 42′ Kai Havertz | Porto Publik: 14 110 Domare: Antonio Mateu Lahoz (Portugal) | Porto Publik: 14 110 Domare: Antonio Mateu Lahoz (Portugal) |
| 20:00 UTC+1 | 20:00 UTC+1 |                 |                 |                 | Porto Publik: 14 110 Domare: Antonio Mateu Lahoz (Portugal) | Porto Publik: 14 110 Domare: Antonio Mateu Lahoz (Portugal) |
| 20:00 UTC+1 | 20:00 UTC+1 |                 |                 |                 | Porto Publik: 14 110 Domare: Antonio Mateu Lahoz (Portugal) | Porto Publik: 14 110 Domare: Antonio Mateu Lahoz (Portugal) |